# Волинський Петро Костянтинович
Петро́ Костянти́нович Воли́нський (в деяких джерелах Петро́ Кас'я́нович Воли́нський; нар. 1 (13) лютого 1893, Олика, Луцький повіт, Волинська губернія — пом. 12 квітня 1982, Київ) — український педагог, учений-україніст, доктор філологічних наук, професор, дослідник історії української літератури. Батько літературознавця Костя Волинського.

## Життєпис
Петро Костянтинович Волинський народився 13 лютого 1893 року в с. Олиці Луцького повіту Волинської губернії (нині — смт. Ківерцівського району Волинської області). Закінчив Острозьку гімназію (1912) й Ніжинський історико-філологічний інститут (1916).
У 1917 році розпочав педагогічну діяльність, учителював у середніх школах, із 1926 року викладав українську літературу у вищих навчальних закладах. Протягом 1947–1976 років очолював кафедру української літератури Київського державного педагогічного інституту імені О. М. Горького. Доктор філологічних наук, професор.
За участю П. Волинського та за його редакцією вийшло чимало підручників і хрестоматій з історії української літератури, а також книг із вивчення творчості українських письменників, методики літературного читання тощо. Перу вченого належить понад 200 наукових праць з історії української літератури та літературознавства.
Помер 12 квітня 1982 року в Києві.

## Творчий доробок
Петро Волинський досліджував творчість Лесі Українки, Тараса Шевченка, Івана Франка. Він є автором підручників з теорії та історії української літератури:
- Історія української літератури : Література першої половини XIX століття : підручник / П. К. Волинський, Ю. С. Кобилецький, І. І. Пільгук, П. П. Хропко — Київ : «Радянська школа», 1964. — 576 с.
- Волинський П. К. Основи теорії літератури. Вступ до літературознавства [Текст]: навчальний посібник / П. К. Волинський. — 2-е вид. вип. і доп. — К. : Радянська школа, 1967. — 365 с.
- Волинський П. К. Історія української літератури. Давня література [Текст]: навчальний посібник / П. К. Волинський, І. І. Пільгук, Ф. М. Поліщук. — К. : Вища школа, 1969. — 432 с.
- «Іван Котляревський. Життя і творчість»;
- «Теоретична боротьба в українській літературі (перша половина XIX ст.)» (обидві 1951);
- «Український романтизм у зв'язку з розвитком романтизму в слов'янських літературах» (1963);
- «Основи теорії літератури. Вступ до літературознавства» (1962).